# Криди
Криди (англ. Creedy) — река в Великобритании, протекающая по графству Девон (Юго-Западная Англия), приток Экса. Длина реки составляет 16 км, площадь бассейна — 262 км².
Название происходит от кельтского корня, означающего «убывающая», то есть «неполноводная река», или «петляющая».
Исток реки находится недалеко от деревни Пуддингтон. Она протекает через Санфорд и Даурич. Около Бремериджа в неё впадает ручей, берущий начало у Стокли-Лакхам. Ниже река течёт через Аптон и протекает через названный в честь неё город Кредитон, лежащий на обоих берегах. Ниже Кредитона в Криди впадает крупный приток Йо, после чего она протекает через Ньютон-Сент-Сайрес и Каули. Криди впадает в реку Экс у моста Каули Бридж.
Глубина реки составляет в среднем течении около 50 см, в низовьях — около 1,2 м; ширина в верховьях составляет около 1 м, в среднем течении — около 10 м, в низовьях — около 15 м. Средний расход воды составляет 3 м³/с. Согласно измерениям 2021 года, температура воды в низовьях Криди колеблется между 10 и 17 °C, концентрация взвешенных частиц — 100—220 мг/л. Время от времени на реке образуется пена из-за попадания в воду поверхностно-активных веществ.
Бассейн реки сложен, в основном, породами каменноугольного периода, в районе Кредитона есть выходы пермских пород, образующих водоносные горизонты. Среднегодовая норма осадков в разных частях бассейна варьируется от 300 мм (около устья) до 1000 мм (в северной и западной частях). Большая часть территории занята сельским хозяйством (пастбищами), крупные промышленные объекты и города отсутствуют.
Мост Каули, построенный в 1813—1814 годах, является охраняемым архитектурным объектом.
В реке водятся форель и кумжа, также встречаются карп, обыкновенный подкаменщик, елец, обыкновенный пескарь, речной угорь, обыкновенный гольян, обыкновенная плотва, усатый голец и рак Austropotamobius pallipes (Astacidae).